# Beerxeba
Beerxeba (hebreu: באר שבע‎; àrab: بئر السبع, Biʾr as-Sabʿ) és una ciutat del districte del Sud d'Israel.

## Història
Segons el llibre del Gènesi, capítol vint-i-unè, Beerxeba fou on hi hagué un pacte entre Abraham i Abimèlec davant de Picol, cap de l'exèrcit filisteu, perquè els hebreus es poguessin quedar a la terra dels filisteus sense confrontar-se els uns amb els altres. Posteriorment, Beerxeba fou una ciutat de Judà, al territori de la tribu de Simeó. Ocupada pels romans, hi varen establir una guarnició.
Després va entrar en decadència i va quedar deshabitada però el 1901 els turcs la van refundar. El 1917 s'hi va lliurar una batalla de la Primera Guerra Mundial, on els anglesos van derrotar els otomans i van obrir el camí de la conquesta de Palestina. Sota el mandat britànic el districte de Beerxeba cobria més o menys la meitat del territori de Palestina amb una població nòmada de prop de cent mil habitants, dels quals tres mil vivien a la ciutat el 1940. El 1948 fou adjudicada a la Palestina àrab, però fou ocupada pels jueus que la varen conservar a l'armistici del 1949, deportant els beduïns. Fou reconstruïda des del 1949 sobre el poblet ja existent i va esdevenir la capital del districte del sud d'Israel. És la seu de l'Institut de Recerca del Nègueb, que estudia el desenvolupament de les àrees desèrtiques, i del Centre Mèdic Soroka. Té aeroport.

## Tradicions
Segons la Bíblia, «Abraham va plantar un tamariu a Beerxeba i va invocar allí el nom del Senyor, el Déu etern».